# Avió de patrulla marítima

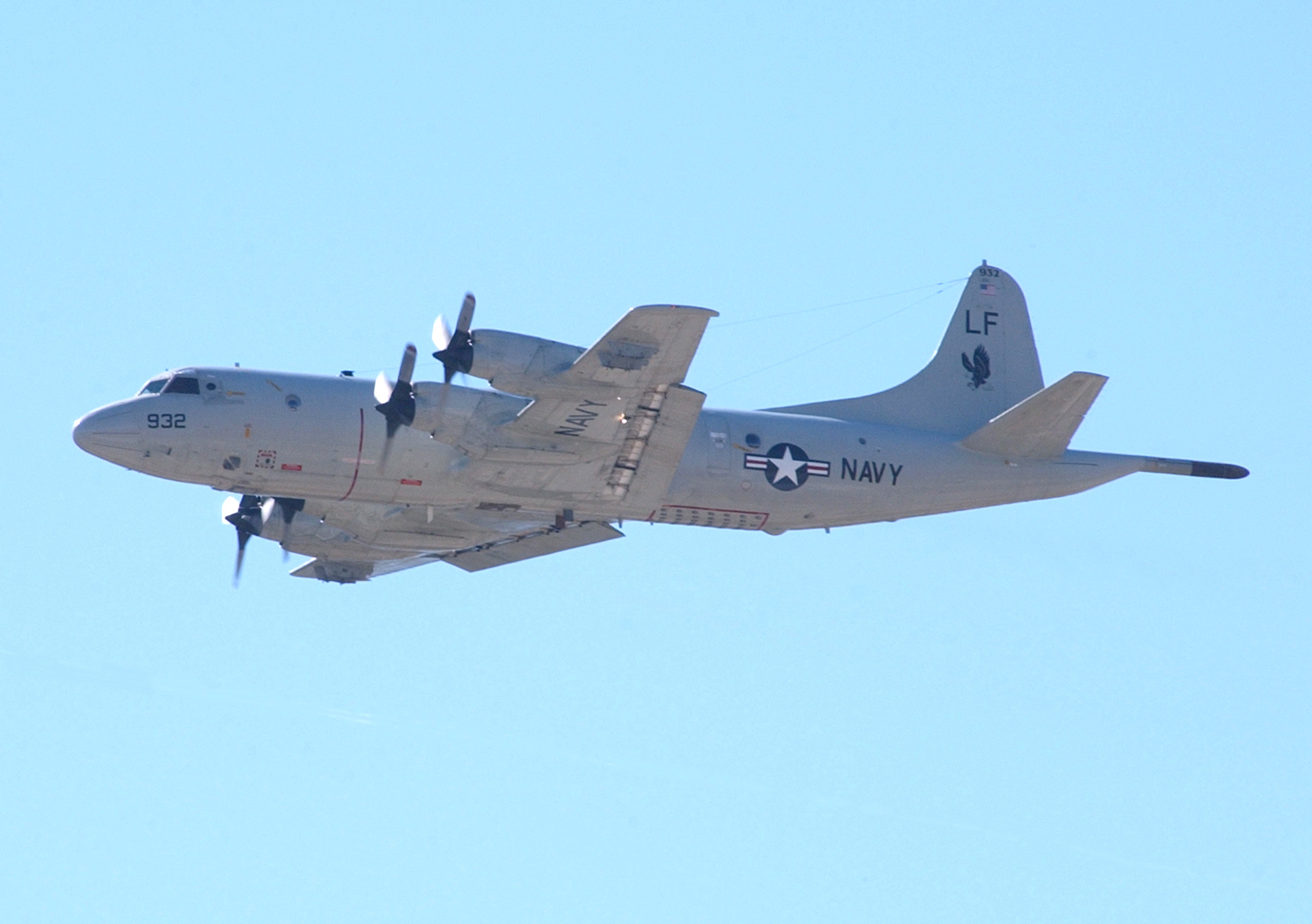
Lockheed P-3 Orion.

Un avió de patrulla marítima, també conegut simplement com a avió de patrulla o amb l'antic terme de bombarder de patrulla fins als anys 1950 aproximadament, és un avió dissenyat per operar sobre el mar durant llargs períodes en missions de Patrulla Marítima (MPA), Guerra antisubmarina (ASW), Guerra antisuperfície (ASUW), Reconeixement aeri (ISR) i en missions de recerca i rescat (SAR).

## Història
Les primeres aeronaus que ara s'identificarien com a bombarders de patrulla van ser utilitzades pel Real Servei Aeri Naval britànic durant la Primera Guerra Mundial, principalment en patrulla antisubmarina. Al principi els dirigibles eren les úniques aeronaus capaces de romandre en l'aire durant llargs períodes —fins a 10 hores— necessaris per a les patrulles mentre portaven una càrrega útil. Les patrulles de menor abast eren realitzades per bombarders adaptats com el Sopwith 1½ Strutter. Posteriorment en la guerra, els aeroplanos van ser desenvolupats específicament per exercir aquest paper. Aquests solien ser grans avions amb flotadors com el Short 184 o hidroavions com el Felixstowe F.2.

### Segona Guerra Mundial

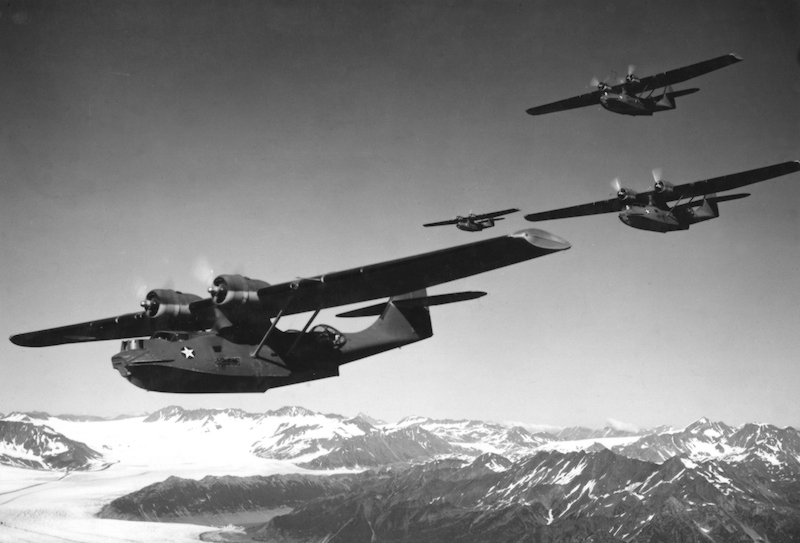
Hidroavions Consolidated PBY Catalina sobre les Illes Aleutianes durant la Segona Guerra Mundial.

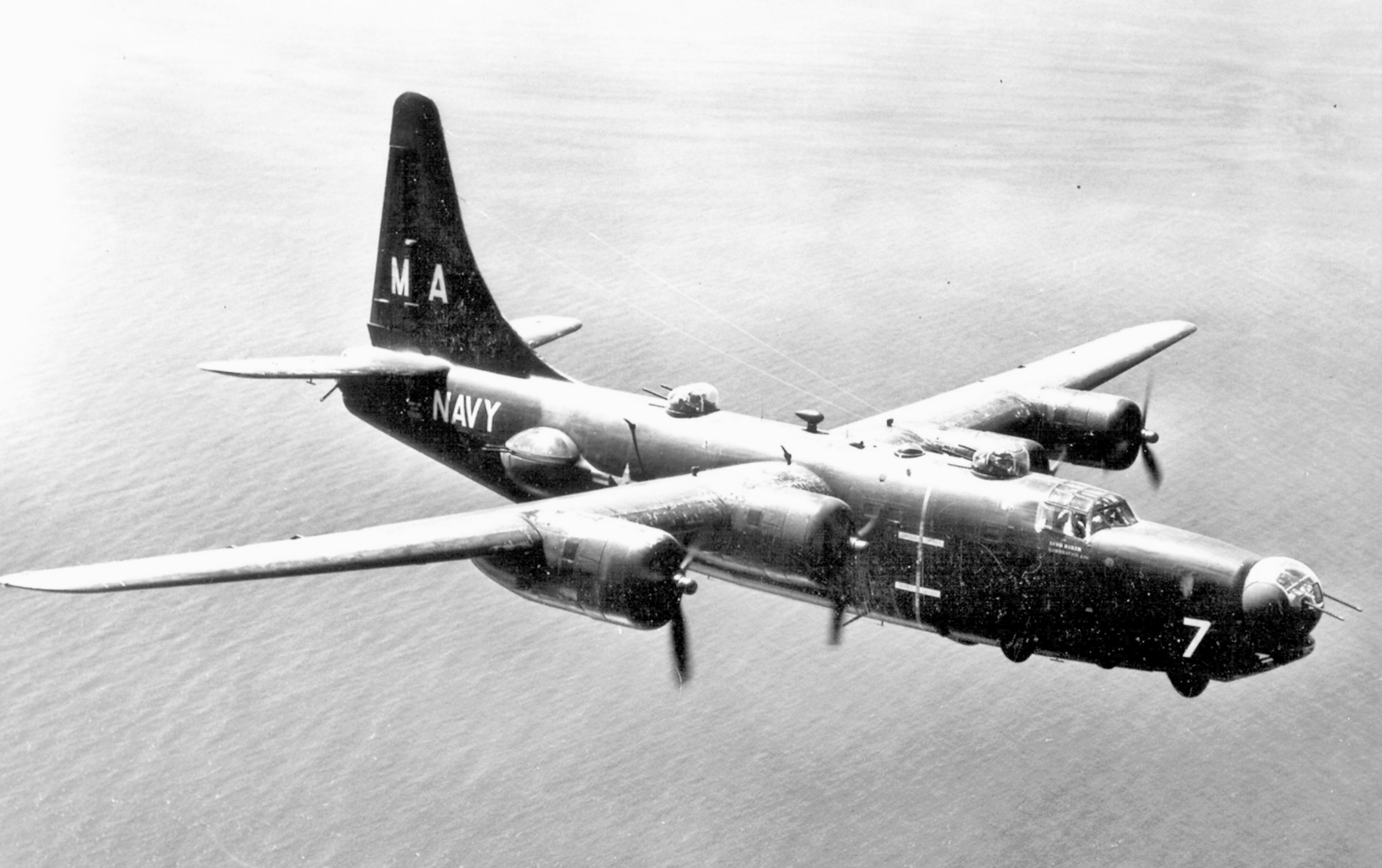
Consolidated PB4I-2 Privateer.

Molts dels avions de patrulla de la Segona Guerra Mundial eren reconversions de bombarders de llarg abast o avions comercials, sent les principals conversions el Focke-Wulf Fw 200 alemany i el B-24 Liberator nord-americana. Els Fw 200 Condor patrullaven les aigües de l'Atlàntic a la recerca de combois, per proporcionar la informació als submarins alemanys, mentre que els B-24 eren emprats durant la guerra per patrullar les àrees entre Islàndia i Groenlàndia en cerca de submarins alemanys. També van ser emprats avions fabricats exclusivament per a aquest propòsit com el Short Sunderland britànic i el PBY Catalina nord-americà.

### Guerra Freda
Després de la guerra la funció de patrulla en general va ser presa per conversions d'avions de línia civils que tenien millor rendiment i major abast que la majoria de bombarders de la Segona Guerra mundial. Els últims bombarders de reacció dels anys 1950 no disposaven de l'autonomia suficient per a llargs períodes de patrulla sobre el mar, i el més important, no tenien la baixa velocitat de merodeo necessària parell les operacions antisubmarines. La principal amenaça per a les potències de l'OTAN des dels anys 1960 fins als 1980 eren els submarins soviètics, que eren localitzats principalment mitjançant l'ús de sonoboyas, i que podien ser atacats amb torpedes guiats.

### Actualitat
Des del final de la Guerra Freda l'amenaça d'un atac submarí a gran escala és remota, i moltes forces estan reduint les seves flotes d'avions de patrulla. Els que es mantenen en servei són usats principalment per a labors de control de la zona econòmica exclusiva i lluita contra el contraban.

## Sistemes de detecció
Els avions de patrulla marítima solen estar equipats amb una àmplia gamma de sensors:
- Radar per detectar moviments de bucs de superfície.
- Detector d'anomalies magnètiques (MAD) per detectar moviments submarins. El capçal detector del MAD sol anar muntat en una extensió de la cua per minimitzar les interferències magnètiques pròpies.
- Sonoboies que es llancen al mar des de l'avió per detectar submarins, transmetent la informació de tornada a l'avió per a la seva anàlisi.
- Sensors ELINT per monitorar les telecomunicacions militars i civils.
- Càmera d'infrarojos per a reconeixement nocturn de contactes de superfície, és útil per monitorar moviments de bucs. També poden ser usats els ulls dels tripulants, en alguns casos assistits per llums de cerca o bengales.

Un avió de patrulla marítima normalment porta una tripulació d'uns 12 homes (entre els quals destaca la figura del Coordinador Tàctic TACCO o Comandant de Missió), inclosos tripulants de reserva, per així poder operar de forma efectiva els equips durant un màxim de 12 hores seguides.

## Exemples d'avions de patrulla marítima i guerra antisubmarina

### Període d'entreguerres
Regne Unit
- Supermarine Southampton
- Blackburn Perth

### Segona Guerra Mundial
Alemanya
- Dornier Do 24
- Focke-Wulf Fw 200 Condor
- Junkers Dj. 290

 Estats Units
- Consolidated PBY Catalina
- Consolidated PB2I Coronado
- Consolidated PB4I-2 Privateer
- Lockheed Ventura
- Martin PBM Mariner
- Vought SB2O Vindicator

 Itàlia
- CANT Z.506

 Japó
- Kawanishi H6K
- Kawanishi H8K
- Kyūshū Q1W

 Regne Unit
- Short Sunderland

### Guerra Freda i actualitat

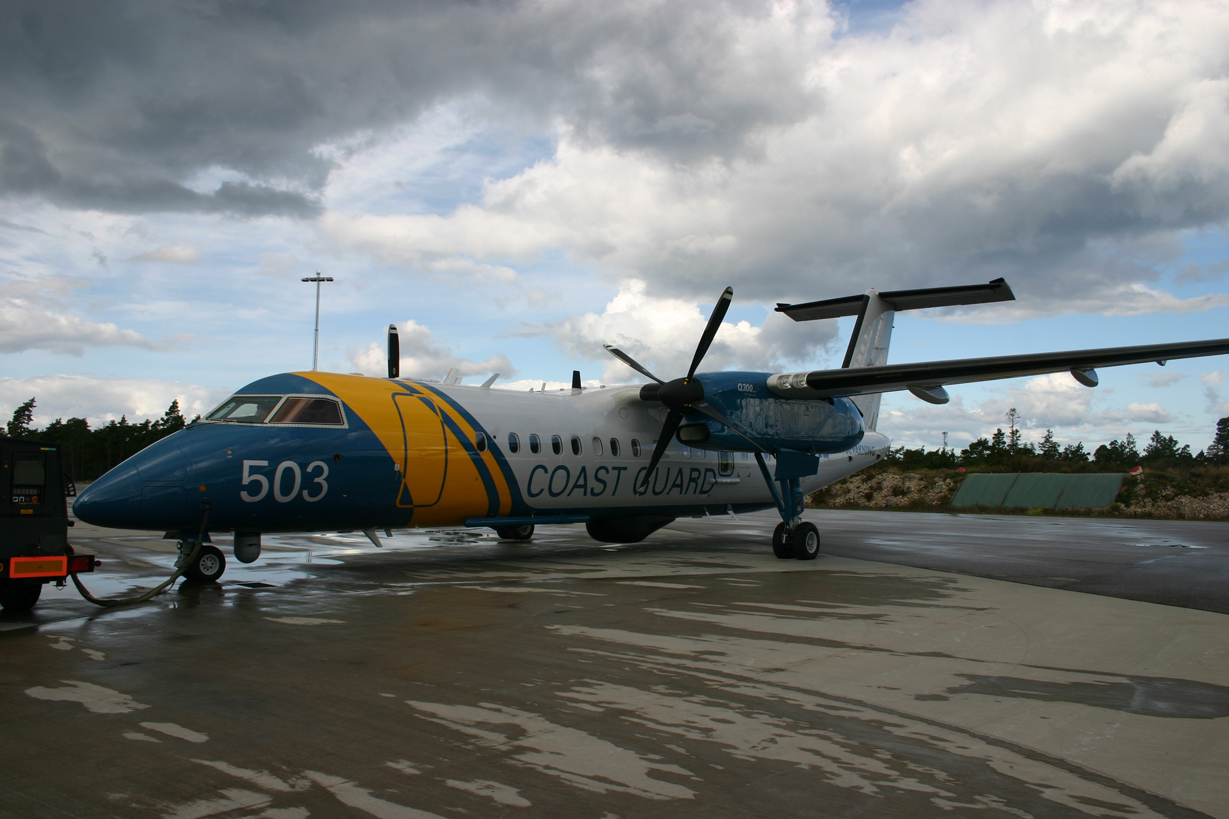
Q300 de la Guàrdia Costanera de Suècia.

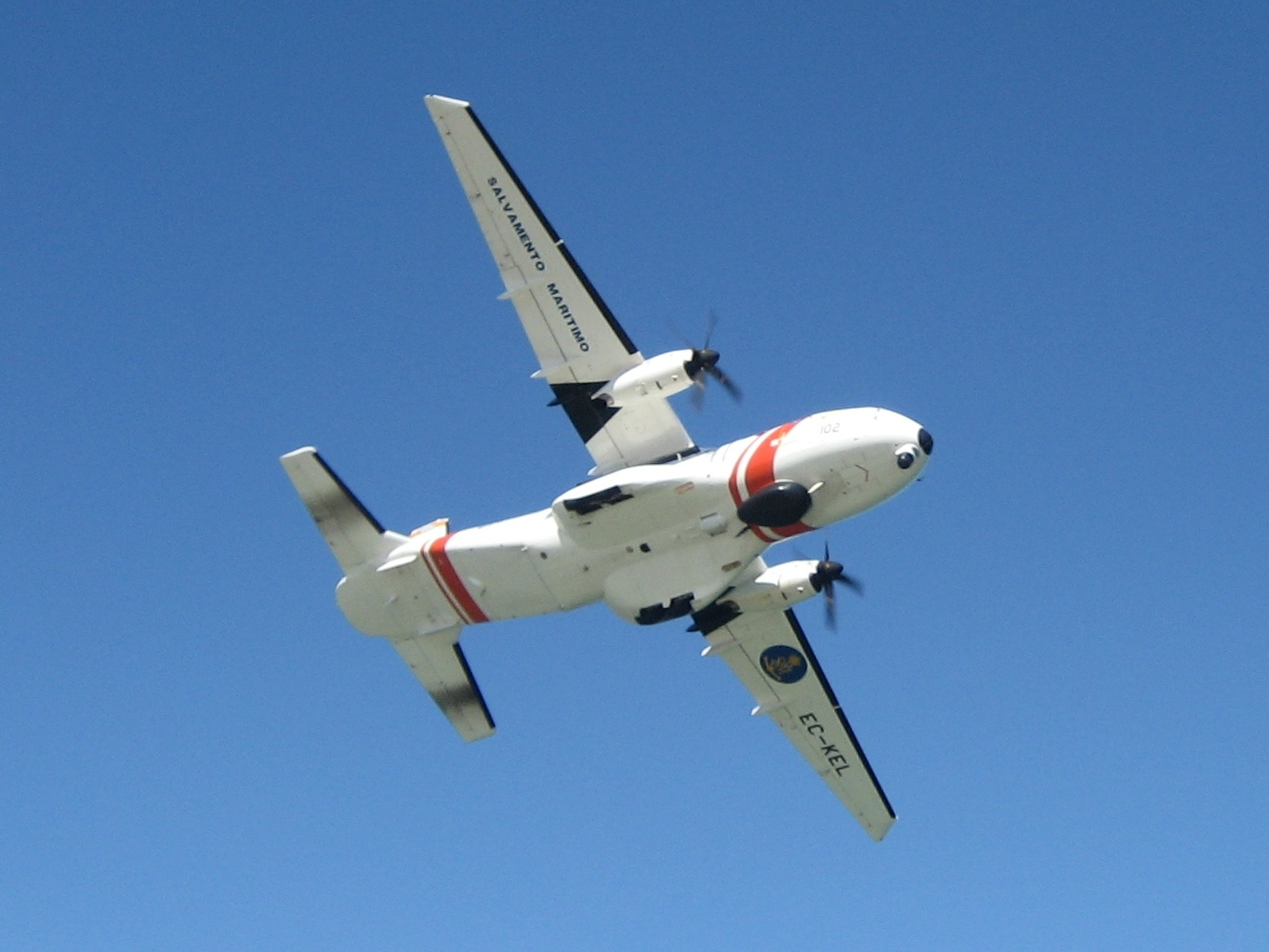
CASA CN-235-300 MP de la Societat de Salvament i Seguretat Marítima d'Espanya.

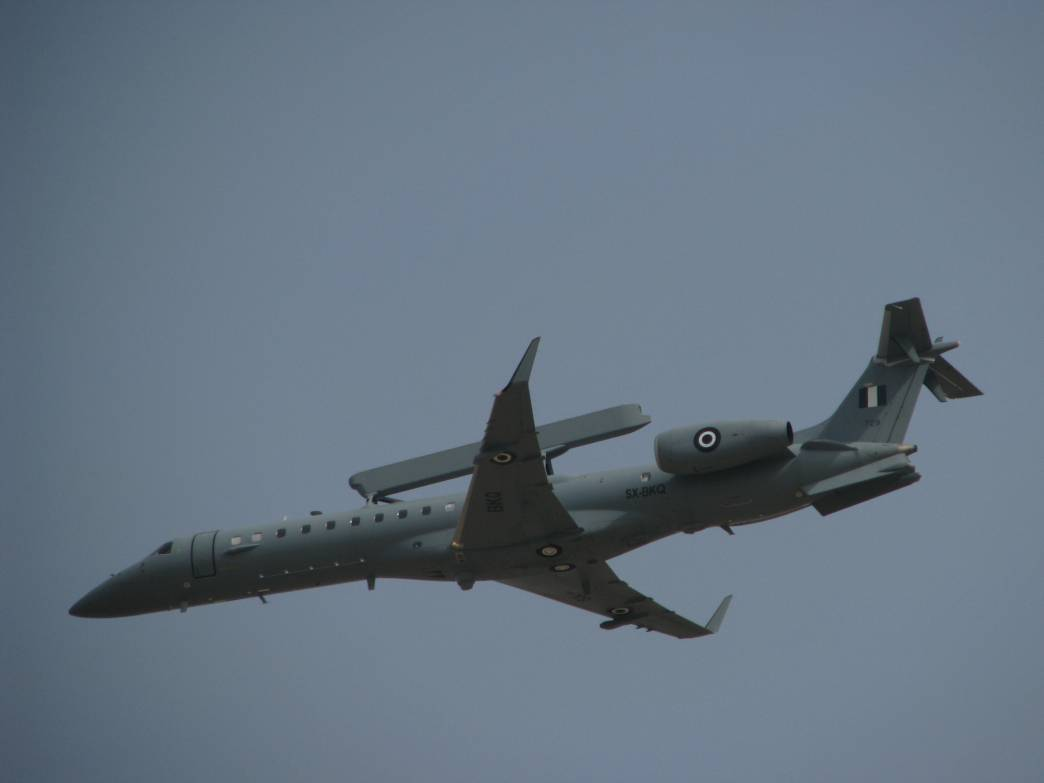
Embraer I-99 de la Força Aèria Grega en vol.

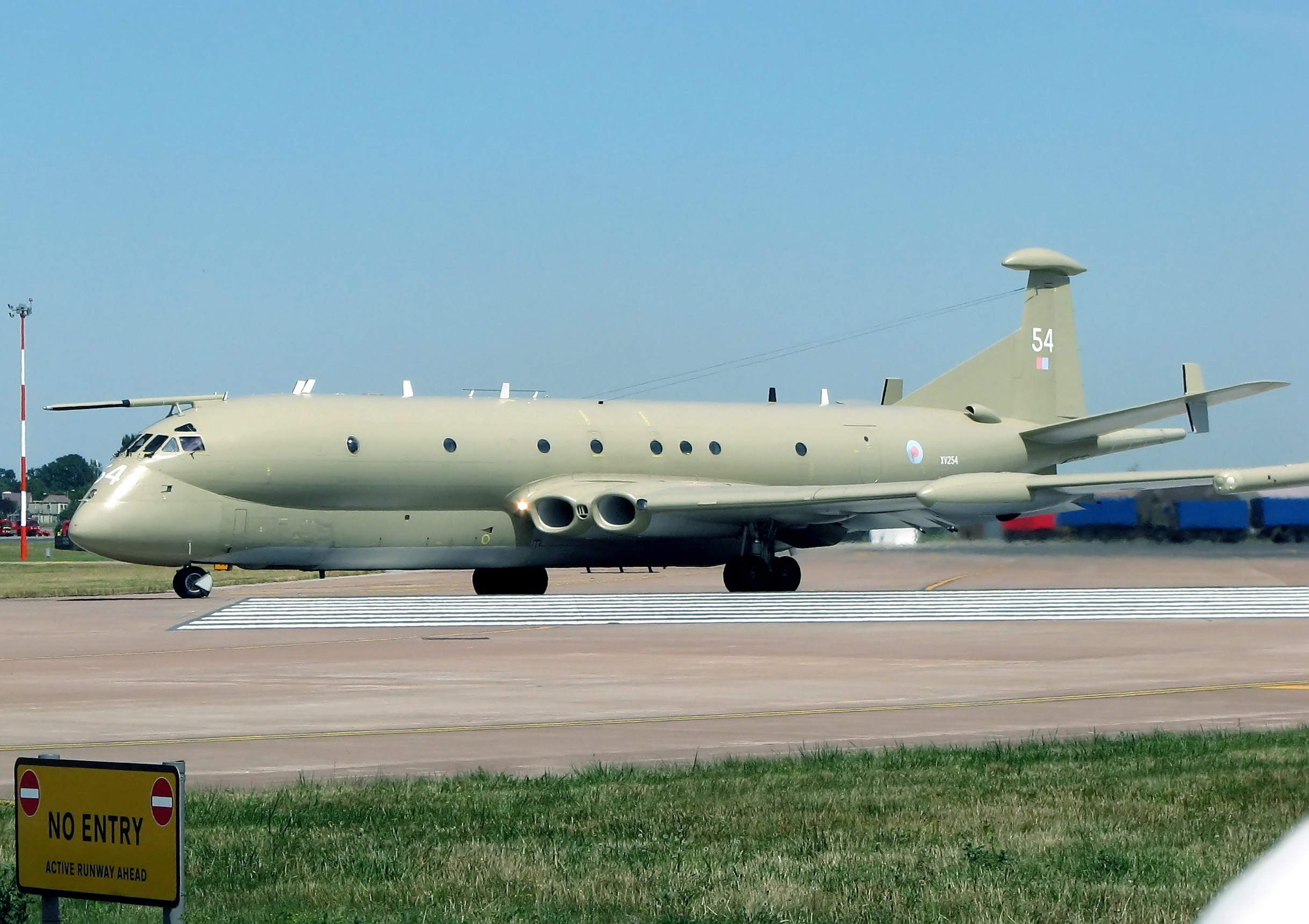
Nimrod MR2 de la Royal Air Force.

Brasil
- Embraer 145 MP (P-99)

 Canadà
- Canadair CP-107 Argus
- Bombardier Dash 8 Q300 sèries MSA

 Espanya
- CASA C-212 MPA
- CASA CN-235 MPA
  - HC-144A Ocean Sentry
- CASA C-295 MPA

 Estats Units
- Boeing P-8 Poseidon
- Grumman AF Guardian (embarcat)
- Grumman S-2 Tracker (embarcat)
- Lockheed P-2 Neptune
- Lockheed P-3 Orion
  - Lockheed CP-140 Aurora
  - Lockheed CP-140A Arcturus
- Lockheed S-3 Viking (embarcat)
- Martin P5M Marlin

 França
- Airbus A319 MPA[1]
- ATR 42 MP Surveyor
- ATR 72 ASW
- Breguet Alizé (embarcat)
- Breguet Br.1150 Atlantic (ATL 1)
  - Dassault Atlantique 2 (ATL 2)
- Dassault Falcon 20 Guardian
- Dassault Falcon 50 Surmar
- Dassault Falcon 900 MPA

 Iran
- HESA IrAn-140

 Japó
- Kawasaki P-1

 Països Baixos
- Fokker F27 Maritime

 Polònia
- PZL M28B Bryza 1R, 1RMbis, 1I

 Regne Unit
- Avro Shackleton
- Fairey Gannet (embarcat)
- Hawker-Siddeley Nimrod
  - BAE Systems Nimrod MRA4

 Rússia
- Beriev Be-200

 Rússia
- Beriev Be-10
- Beriev Be-12
- Ilyushin Il-38
- Tupolev Tu-142